# Richtlinie 2001/18/EG (Freisetzungsrichtlinie)
Die Richtlinie 2001/18/EG des Europäischen Parlaments und des Rates vom 12. März 2001 über die absichtliche Freisetzung genetisch veränderter Organismen in die Umwelt und zur Aufhebung der Richtlinie 90/220/EWG (teilweise EU-Freisetzungsrichtlinie oder GVO-Richtlinie), verpflichtet die Mitgliedstaaten der Europäischen Union und des EWR, gemäß dem Vorsorgeprinzip alle geeigneten Maßnahmen zu treffen, dass die absichtliche Freisetzung oder das Inverkehrbringen gentechnisch veränderter Organismen (GVO) keine schädlichen Auswirkungen auf die menschliche Gesundheit und die Umwelt hat. Dazu regelt sie Zulassungsverfahren und dient sie der Angleichung von Rechts- und Verwaltungsvorschriften innerhalb der EU.
Diese Richtlinie ersetzte zum 17. Oktober 2002 die im April 1990 durch den EG-Ministerrat verabschiedeten Richtlinie 90/220/EWG über die absichtliche Freisetzung genetisch veränderter Organismen in die Umwelt und Richtlinie 90/219/EWG die Anwendung genetisch veränderter Mikroorganismen in geschlossenen Systemen, welche den Umgang mit diesen Organismen regeln sollten und in nationales Recht hätten umgesetzt werden sollen. Dieser Verpflichtung waren bis zur Frist Oktober 1991 jedoch lediglich Dänemark, Großbritannien, die Niederlande und Deutschland (durch das Gentechnikgesetz) nachgekommen.
GVO dürfen nach der Richtlinie nicht absichtlich freigesetzt oder in Verkehr gebracht, also für Dritte bereitgestellt werden. Außer, es steht im Einklang mit einer nach jeweiliger Umweltverträglichkeitsprüfung und Anmeldung durch die Verantwortlichen erteilten amtlichen
- Zulassung nach Teil B der Richtlinie für die absichtliche Freisetzung oder
- Zustimmung nach Teil C der Richtlinie für das Inverkehrbringen.

Nach der Zustimmung bestimmt sich auch die Verpackung und Kennzeichnung von GVO als Produkt oder in Produkten. Grundsätzlich ist eine gemäß dieser Richtlinie erteilte Zustimmung zum Inverkehrbringen für alle Mitgliedstaaten verbindlich. Die Schutzklausel in Artikel 23 gestattet einem Mitgliedstaat jedoch, Einsatz und/oder Verkauf eines GVO auf seinem Hoheitsgebiet vorübergehend einzuschränken oder zu verbieten, wenn er „aufgrund neuer oder zusätzlicher Informationen […] oder wissenschaftlicher Erkenntnisse berechtigten Grund zu der Annahme“ hat, dass der GVO „eine Gefahr für die menschliche Gesundheit oder die Umwelt darstellt“. Diese Öffnung für nationale Sonderwege wurde 2015 nach langem Ringen um die Möglichkeit erweitert, dass ein Mitgliedstaat den Anbau von GVO auf seinem Hoheitsgebiet von der EU-Zustimmung / Zulassung ausnehmen lassen, also untersagen kann, wozu das Vorbringen etwa eigener abweichender umweltpolitischer oder sozioökonomischer Ziele genügen soll. Dieses sogenannte „opting - out“ oder „opt-out“ wird in der deutschen Regierung derzeit diskutiert.
In  Deutschland wurden die Bestimmungen der EU-Freisetzungsrichtlinie durch Gesetz vom 17. März 2006 (BGBl. 2006 I S. 534) in nationales Recht umgesetzt. Sie finden sich hier vor allem im Gentechnikgesetz, das die Zulassung und Zustimmung jedoch einheitlich Genehmigung nennt und auch das Verbringen in den Geltungsbereich des Gesetzes unter den Begriff des Inverkehrbringens fasst.
Für die Zulassung und Kennzeichnung von GVO zur Verwendung als oder in einem Lebens- oder Futtermittel und für Lebens- oder Futtermittel mit oder aus GVO gilt unmittelbar die Verordnung (EG) Nr. 1829/2003 des Europäischen Parlaments und des Rates vom 22. September 2003 über genetisch veränderte Lebensmittel und Futtermittel mit zahlreichen Entsprechungen, wobei nach der Freisetzungsrichtlinie erteilte Genehmigungen regelmäßig Bestand haben.